# Roberto Vittori
Pour les articles homonymes, voir Vittori.
Roberto Vittori, né à Viterbe (Italie) le 15 octobre 1964, est spationaute de l'Agence spatiale européenne (ESA).

## Biographie
Roberto Vittori est diplômé de l'Italian Air Force Academy en 1989 et est entraîné aux États-Unis.
Il a servi au Centre de Test Italien en tant que pilote pour le développement du nouvel avion européen, le EF2000.

## Activités de spationaute
- Mission Soyouz TM-34 à bord de l'ISS, le 25 avril 2002
- Mission Soyouz TMA-6, le 15 avril 2005
- Mission STS-134, qui a débuté le 16 mai 2011

Vittori a été sélectionné comme 4e ingénieur de vol sur la Mission STS-134, dernière mission de la navette spatiale Endeavour à destination de la Station spatiale internationale dont le lancement a eu lieu à 8h56 heure locale le 16 mai 2011. Il est ainsi le dernier astronaute de l'Agence spatiale européenne et le dernier astronaute non-américain à bord de la navette.

## Honneurs
- (37022) Robertovittori, astéroïde.